# Rodrigo Menéndez Piñar
Rodrigo Menéndez Piñar (Guadalajara, 1991) es un teólogo y sacerdote español, nieto de Blas Piñar, fundador de Fuerza Nueva. Es conocido por sus aportaciones en el campo de la Teología fundamental y por ser uno de los integrantes del canal La sacristía de la Vendée.

## Biografía
Nació en Guadalajara en 1991. Cursó estudios de Filosofía y Teología en el Instituto Teológico San Ildefonso de Toledo, donde obtuvo el grado (denominado Baccalaureatus en las universidades eclesiásticas) en Sagrada Teología. Posteriormente continuó sus estudios en la Universidad Eclesiástica San Dámaso de Madrid, donde obtuvo el máster (denominado Licentia en las universidades eclesiásticas) en Sagrada Teología. 
Ha sido administrador parroquial en Siruela (Badajoz) y capellán de las clarisas del Convento de la Purísima Concepción de Siruela. Actualmente es vicario parroquial de la parroquia de San Esteban protomártir de Mocejón (Toledo) y se encuentra preparando su doctorado en Teología. Es uno de los integrantes del canal de YouTube La Sacristía de la Vendée, que se define como una “tertulia sacerdotal contrarrevolucionaria”.

## Aportaciones
Rodrigo Menéndez se ha especializado en el estudio de la naturaleza y alcance del Magisterio eclesiástico, en línea con el interés de otros teólogos toledanos, como el catedrático Luis Gahona Fraga. El P. Rodríguez sigue en sus reflexiones las enseñanzas del filósofo y teólogo dominico Santiago Ramírez, O.P.
Sus estudios han sido alabados por el obispo Athanasius Schneider, O.R.C., que deseó que el trabajo del P. Rodrigo tenga “una amplia distribución. ¡Que Dios bendiga esta obra!”.

## Polémica
A principios de 2024 estalló una polémica en torno a La Sacristía de la Vendée por los comentarios de algunos de sus participantes -principalmente Gabriel Calvo Zarraute- referentes al Papa Francisco. El P. Rodrigo participó en el programa que hizo estallar la polémica, pero no se pronunció sobre el particular en ningún momento del mismo. De hecho, por su gesto serio pareció desaprobar los comentarios de algunos de los intervinientes. 
Los sacerdotes se disculparon posteriormente por el “comentario de mal gusto” y afirmaron que se había malinterpretado y que se adherían filialmente al sumo pontífice.

## Obras

### Libros:[9][6]
- El obsequio religioso. El asentimiento al Magisterio no definitivo (Madrid, 2020). Con una presentación del catedrático Eduardo Vadillo Romero. Esta edición está dedicada a Fr. Santiago Ramírez, O.P.
- El obsequio religioso. El asentimiento al Magisterio no definitivo (Argentina, 2021). Con prólogo del obispo Athanasius Schneider, O.R.C.